# Bullarens härad
Bullarens härad var ett härad i norra Bohuslän inom nuvarande Tanums kommun. Häradets areal var 373,23 kvadratkilometer varav land 343,63.  Tingsställe var från 1864 Östad i Naverstads socken, tidigare har tingsplatsen funnits vid Tingvall, också i Naverstads socken, några kilometer söderut. 1904 flyttades tingsstället till Tanumshede och 1918 till Strömstad.

## Administrativ historik

### Socknar
- Mo
- Naverstad

### Län, fögderier, domsagor, tingslag och tingsrätter
Häradet hör sedan 1998 till Västra Götalands län, innan dess från 1680 till Göteborgs och Bohus län, före 1700 benämnd Bohus län. Kyrkligt tillhör församlingarna Göteborgs stift
Häradets socknar hörde till följande fögderier:
- 1686-1966 Norrvikens fögderi
- 1967-1990 Strömstads fögderi

Häradets socknar tillhörde följande domsagor, tingslag och tingsrätter:
- 1681 Bullarens tingslag i Bullarens, Lane, Stångenäs, Sotenäs, Tunge, Sörbygden, Kville, Tanum och Vette häraders domsaga
- 1682-1801 Kville och Bullarens tingslag i 
  - 1682 Bullarens, Lane, Stångenäs, Sotenäs, Tunge, Sörbygden, Kville, Tanum och Vette häraders domsaga
  - 1683-1697 Bullarens, Sotenäs, Tunge, Sörbygden, Kville, Tanum och Vette häraders domsaga
  - 1698-1801 Bullarens, Kville, Tanum och Vette häraders domsaga
- 1801-1825 Bullarens tingslag i Bullarens, Kville, Tanum och Vette häraders domsaga
- 1825-1859 Tanums och Bullarens tingslag i Bullarens, Kville, Tanum och Vette häraders domsaga, från mitten av 1800-talet kallad Norrvikens domsaga
- 1860-1903 Bullarens tingslag i Norrvikens domsaga
- 1904-1926 Kville, Tanums och Bullarens tingslag i Norrvikens domsaga
- 1927-1970  Norrvikens tingslag i Norrvikens domsaga

- 1971-2004 Strömstads tingsrätt och dess domsaga
- 2004- Uddevalla tingsrätt och dess domsaga

## Geografi
Bullaren var beläget i nordöstra Bohuslän och gränsade i norr till Norge och i nordöst till Dalsland. Bullaren bestod av en bergig skogstrakt med mossar och sjöar. De största sjöarna är Norra Bullaresjön och Södra Bullaresjön.

Före 1531 fanns borgen Olsborg vid Södra Bullaresjön i Naverstads socken.
Gästgiverier fanns vid häradets tingsställe Östad samt i Fagerhult, Hovsäter och Tyft, alla i Naverstads socken.

## Befolkningsutveckling
| Befolkningsutveckling i Bullarens Härad 1571-2020                                                                                            | Befolkningsutveckling i Bullarens Härad 1571-2020 | Befolkningsutveckling i Bullarens Härad 1571-2020 | Befolkningsutveckling i Bullarens Härad 1571-2020 | Befolkningsutveckling i Bullarens Härad 1571-2020 |
| --- | ------------------------------------------------- | ------------------------------------------------- | ------------------------------------------------- | ------------------------------------------------- |
| |                                                   |                                                   |                                                   |                                                   |
| År |                                                   |                                                   | Invånare                                          |                                                   |
| 1571 | 1571                                              |                                                   | 420                                               | 420                                               |
| 1620 | 1620                                              |                                                   | 747                                               | 747                                               |
| 1699 | 1699                                              |                                                   | 1 588                                             | 1 588                                             |
| 1718 | 1718                                              |                                                   | 1 537                                             | 1 537                                             |
| 1735 | 1735                                              |                                                   | 2 247                                             | 2 247                                             |
| 1751 | 1751                                              |                                                   | 2 225                                             | 2 225                                             |
| 1780 | 1780                                              |                                                   | 2 319                                             | 2 319                                             |
| 1805 | 1805                                              |                                                   | 2 306                                             | 2 306                                             |
| 1830 | 1830                                              |                                                   | 3 297                                             | 3 297                                             |
| 1865 | 1865                                              |                                                   | 5 247                                             | 5 247                                             |
| 1880 | 1880                                              |                                                   | 5 146                                             | 5 146                                             |
| 1900 | 1900                                              |                                                   | 4 147                                             | 4 147                                             |
| 1910 | 1910                                              |                                                   | 3 641                                             | 3 641                                             |
| 1920 | 1920                                              |                                                   | 3 441                                             | 3 441                                             |
| 1930 | 1930                                              |                                                   | 3 182                                             | 3 182                                             |
| 1940 | 1940                                              |                                                   | 3 044                                             | 3 044                                             |
| 1950 | 1950                                              |                                                   | 2 656                                             | 2 656                                             |
| 1960 | 1960                                              |                                                   | 2 291                                             | 2 291                                             |
| 1990 | 1990                                              |                                                   | 1 328                                             | 1 328                                             |
| 2000 | 2000                                              |                                                   | 1 209                                             | 1 209                                             |
| 2010 | 2010                                              |                                                   | 1 178                                             | 1 178                                             |
| 2020 | 2020                                              |                                                   | 1 155                                             | 1 155                                             |
| Källa: Andersson Palm, Lennart (2000). Folkmängden i Sveriges socknar och kommuner 1571-1997 Tanums Kommun - Befolkningsutveckling 1990-2020 |                                                   |                                                   |                                                   |                                                   |

## Namnet
I fornhandlingarna från 1400- och 1500-talet kallas det Bordalen eller Borre-len (Borgdalen, Borgelän) Senare förändrades namnet till Borderna herad, Borden och Bolleren, och så småningom till Bullaren. 
Namnet skrevs 1594 Boleren och innehåller "bord" eller "kant" som satts samman med det antagna ordet ærni med betydelsen "upphöjning", syftande på Södra Bullaresjöns branta bergsstränder.